# Ida Frick
Ida Frick (* 30. Juli 1808 in Dittmannsdorf bei Freiberg oder Dresden; † 14. August 1893 in Grimma) war eine deutsche Schriftstellerin und Übersetzerin aus dem Französischen. Sie ist nicht identisch mit der gleichnamigen Autorin und Übersetzerin aus dem Niederländischen, die am 23. Mai 1824 in Zweibrücken geboren wurde und noch 1898 in München lebte.

## Leben und Wirken
Ida Frick, Tochter eines Arztes, der bei ihrer Geburt bereits verstorben war, kam im Alter von zwei Jahren nach Dresden in eine Pflegefamilie, in der sie als Dienstmagd bis zur Erschöpfung ausgebeutet wurde. Im Alter von 17 Jahren entzog sie sich dieser Lage durch Flucht in die Ehe mit dem Dresdner Geheimen Finanzsekretär und späteren Finanzrat Friedrich Wilhelm Krempe, an dessen Seite sie sich der Erziehung eigener und angenommener Kinder widmete. Im Alter von 32 Jahren betrat sie die literarische Bühne und veröffentlichte innerhalb von 26 Jahren elf Bände mit Novellen und anderer kürzerer Prosa sowie neun umfangreiche Romane (acht in 2, einer in 3 Bänden erschienen).

„Das Herz des Weibes mit seinen Räthselfragen und Abirrungen, das Labyrinth der Leidenschaften und die auf so mannichfache Weise sich äußernden Regungen des Gewissens zur Erscheinung zu bringen, dieß ist auch hier – wie in allen meinen Arbeiten – die lange noch nicht erreichte Aufgabe, welche ich mir gestellt.“

„Frick, Ida, d. i. Frau Finanzrat Ida Krempe, wurde zu Anfang des Jahrhunderts geboren, entbehrte schon vom Tage ihrer Geburt an der Elternliebe und wurde in fremder Obhut, unter rauher, fast tyrannischer Hand erzogen. Das unbeschreiblich düstere Jugendleben breitete eine verbitternde Wehmut über das Gemüt der Dichterin und führte sie zu einer selbstgewählten Isolierung, aber auch zu fester Selbständigkeit in ihrem Charakter. Die Feder ward ihre Vertraute und Trösterin, namentlich in den vielen von frühester Jugend sie heimsuchenden schlaflosen Nächten, und so entwickelte sie seit dem Jahre 1839 durch ein Vierteljahrhundert eine große Produktivität auf belletristischem Gebiete. Im Jahre 1865 lebte sie als Gattin des Finanzrats Krempe in Dresden.“

„Im Jahre 1840 trat in Dresden Ida Frick mit einem Roman: durch Nacht zum Licht, der durch Innigkeit der Empfindung Antheil erregte, als Schriftstellerin auf. Später wandte sie sich dem historischen Romane zu. Sybrecht Wilms (1843) und Mohammed und seine Frauen (1844) zeugen von einem fleißigen, tiefeingreifenden Studium der Quellen. Ihre späteren Romane und Schriften: Feldblumen (1850), aus den Bergen (1851), Sirene (1852), bewegen sich im Gebiete der modernen Gesellschaft.“

„Ida Frick schlägt in ihren Romanen einen frischen, oft burschikosen Ton an und fesselt durch die Lebendigkeit der Darstellung. Sie ist insofern emanzipiert, als sie für ihre Situationen jedes Feigenblatt verschmäht, und stellt das Natürliche des geschlechtlichen Lebens oft selbst ohne magische Beleuchtung in den Vordergrund. Ida Frick gibt in ihrem Mohammed eine Verherrlichung der Polygamie, indem sich die vollkommene Weiblichkeit dem Propheten nur in einem vierblätterigen Kleeblatte von Frauen offenbart, deren Vorzüge sich gegenseitig ergänzen. Es beweist jedenfalls eine große Uneigennützigkeit, wenn eine Frau als Vorkämpferin der Polygamie auftritt, um so mehr, als in den meisten Frauenromanen mehr eine tibetanische Polyandrie gepredigt wird.“

„In Dresden lebt Ida Frick […]; in ihrem Romane Sybrecht Willms 1843 behandelt sie eine Episode aus der dänischen Geschichte […]. Trefflich sind auch die Romane Coquetterie oder Kern und Schale 1846, die Totlebendigen 1848 und keine Politik 1848, sowie ihre Novellen 1862. Für die Frauenfrage wirkte sie in der Schrift der Frauen Sklaventum und Freiheit.“

Auch in ihrem Roman Die Todt-Lebendigen (Stuttgart 1848) thematisiert die Autorin die Beziehung zwischen Mann und Frau im westlichen Europa, und zwar anhand ihrer Protagonistin Lea, einer tscherkessischen Jüdin:

„Als Lea nach der Rückkehr zu ihrem Volk diese Tänze abermals sieht, gedenkt sie der europäischen Bälle, und aus ihrer Brust entwindet sich ein Seufzer des Mitleids mit den armen Frauen der sogenannten civilisirten Welt. ‚Ich dachte es mir in seiner ganzen bittern überschwenglichen Wahrheit, das Elend eurer gesitteten europäischen Frauen und Jungfrauen, wie sie ihre priesterliche Würde über den Mann verloren, und mit einer Lüge im Herzen und einer Heuchelei auf den lächelnden Lippen täuschend und getäuscht an den heiligen Tempeltisch treten, wo sie ihren Paß für ein langes unerquickliches Leben an der Seite eines Mannes erhalten[,] der in dem Weibe ein Wesen sieht[,] das er sich nicht ebenbürtig erkennt, und das sich gleich zu achten und sich gleich zu stellen er sich weigert. Arme, arme Frauen, die ihr freiwillig eurer ursprünglichen Naturrechte euch begeben, rief ich so laut, daß Kendscha-Khan mich verwundert betrachtete, kommt her zwischen diese Berge, und lernt[,] was das Weib dem Manne sein kann, und welche Lücke auch außer der Muttersorge auszufüllen es bestimmt ist.‘“

Aufgrund eines Augenleidens musste sie die Schriftstellerei 1866 aufgeben. Unmittelbar nach dem Tod ihres Ehemannes zog Ida Krempe 1870 nach Grimma. Ab 1875 wohnte sie in der neuerrichteten Schankwirtschaft „Zum Wiesenthal“, die auch Fremdenzimmer unterhielt. Nachdem sie bereits zu Lebzeiten vor allem für die Grimmaer Kinderbewahranstalt kleinere Geldbeträge gespendet hatte, setzte sie die Stadt Grimma zu ihrer Universalerbin ein; ihr Vermögen sollte den Armen der Stadt zugutekommen und zur Erweiterung des Siechenhauses verwendet werden. In ihrem Testament heißt es:

„[…] Welch ein Herzeleid es ist, im hohen Alter ohne alle und jede verwandtschaftliche Teilnahme und Pflege die Todeskrankheit und letzte Stunde erwarten zu müssen, weiß ich aus eigner Erfahrung. Tritt noch die Armut und der Mangel selbst der dürftigsten Wohnungsräumlichkeit und Handreichung hinzu, so ist der Tod zwar ein Erlöser, aber nicht was er sein soll, ‚ein friedvoll erwarteter Freund‘. Und nun segne Gott das Wenige, was ich zu bieten vermag den Empfängern.“

Ida Krempe wurde am 17. August 1893 auf dem Friedhof Grimma beigesetzt. Ihr in der Bibliothek des Gewerbevereins aufbewahrter literarischer Nachlass wurde am 18. März 1905 durch einen Brand vernichtet.

## Werke
- Eine Liste ihrer zwischen 1840 und 1865 erschienenen Werke findet sich bei Wikisource (siehe Weblinks).